# 新垣由奈
新垣 由奈（あらがき ゆな、1992年11月20日 - ）は、日本の女優、グラビアアイドル。新潟県三条市出身。ディアーズ所属。
身長156cm、体重44kg、B82 W59 H84。

## 来歴
2009年春、サンミュージックアカデミー新潟校に入所。
2011年1月、活動の場を広げる為、ジョリーロジャーに移籍し、それを機に上京する。「呪われたパワースポット」では、新人ながら、2話の主演を務めた。
2013年10月、「笑っていいとも」そっくりさんアワードに指原莉乃のそっくりさんとして出演。12月のチャンピオン大会では、本人と共演した。
2014年2月から半年間の活動休止。
2015年1月、所属事務所を、ディアーズに移し、グラビアをメインに活動を始める。
2016年2月20日に1stイメージDVDが発売。5月には2ndイメージDVDが発売された。

## 人物
趣味はサッカー観戦と料理。親の影響で地元のアルビレックス新潟を応援している。2014年に食生活アドバイザーの資格を取得した。
好きな食べ物は寿司、カレー。
好きなキャラクターはリラックマ。
幼少の頃はシャイで人見知りだった。タレントを目指したきっかけは、高校1年生の時に「変わらなきゃいけないと思った」「人前に立ってみたかったから」と発言している。
2018年よりお仕事NGなしのゲスドルを自称している。

## 出演

### ドラマ
- 「見てはいけないTV 見知らぬ女の子」（2011年8月、BS日テレ） - 多香子 役

### 映画
- 「ハードライフ」（2011年5月21日公開） - 紫優嬢 役
- 「SCOOP!」（2016年10月1日公開） - キャバ嬢 役

### 舞台
- 「アフタースクール」（2012年7月27日 - 29日） - 望月沙也加 役
- 「HEAVENSGATE」（2013年4月27日 - 28日） - 西村夏海 役
- 「ランタナ」（2015年7月10日 - 12日） - リリー 役
- 「黒い羊の仮説」(2015年12月23日 - 27日） - 内藤逸子 役

### バラエティー
- 「オーマイガー」（2012年6月7日、千葉テレビ)
- 「笑っていいとも」（2013年10月25日、フジテレビ)
- 「笑っていいとも」（2013年12月20日、フジテレビ）
- 「山里と100人の美女」（2015年12月25日、TBSテレビ)
- 「ヨソで言わんとい亭〜ココだけの話が聞ける（秘）料亭〜」（2016年3月17日、テレビ東京)
- 「ジャパクル+」（2016年5月・6月レギュラー、Dlife)
- 「山里と100人の美女」（2016年8月8日、TBS）
- 「有吉反省会」（2016年8月27日、日本テレビ)
- 「じっくり聞いタロウ〜スター近況（秘）報告〜」（2017年3月30日、テレビ東京）

### 雑誌
- 「週刊プレイボーイ」（集英社）
- 「Cream」（ワイレア出版）
- 「週刊SPA!」（扶桑社）
- 「EX!MAX」（ぶんか社）
- 「週刊ポスト」（小学館）
- 「FLASH」（光文社）
- 「月刊キスカ」（竹書房）
- 「FRIDAY DYNAMITE」（講談社）

### DVD
- シルキーマーメイド （2016年2月20日、タスクビジュアル）
- もうひとりのワタシ（2016年5月27日、グラッソ）
- morning view （2017年4月1日、Morning Window）
- あおい／せりか／ゆん／ゆな「新人アイドル面接」（2017年8月25日、竹書房）– 「ゆな」として出演[8]。
- 混浴気分vol.24～あなたと一緒に湯女ごこち～（2018年4月27日、オルスタックソフト販売）